# Odell Shepard
Pour les articles homonymes, voir Shepard.
Odell Shepard (22 juillet 1884 Sterling - 19 juillet 1967) était un professeur, poète et homme politique américain qui exerça les fonctions de lieutenant gouverneur du Connecticut de 1941 à 1943.

## Biographie
Il étudia à l'université Harvard, et a enseigné au département d'anglais de l'université Yale. Devenu professeur d'anglais à Trinity College de 1917 à 1946, il fut le mentor de Abbie Huston Evans. Il a dirigé les travaux de Henry David Thoreau, Louisa May Alcott, et Henry Wadsworth Longfellow.  
Il écrivit Pedlar's Progress, une biographie de Bronson Alcott, père de l'écrivain Louisa May Alcott, et l'un des premiers Transcendentalistes
Ses travaux sont gardés à Trinity College.

## Récompenses
- 1938 : Prix Pulitzer pour Pedlar's Progress
- Golden Rose Award

## Travaux
- A lonely flute, Houghton Mifflin Company, 1917
- (en) The harvest of a quiet eye : a book of digressions, Houghton Mifflin Company, 1927
- (en) The Lore of the Unicorn, George Allen, 1930 (lire en ligne) réédition 2008
- (en) The joys of forgetting : a book of bagatelles, Freeport, Ayer Publishing, 1928, 278 p. (ISBN 978-0-8369-1429-0, OCLC 59102, LCCN 78090679, lire en ligne) réédition 1969
- (en) Thy Rod and Thy Creel, Piscataway, Globe Pequot, 1930, 123 p. (ISBN 978-0-8329-0364-9, OCLC 11432216, LCCN 84060996, lire en ligne) réédition 1984

### Biographie
- Pedlar's Progress : The Life of Bronson Alcott, READ BOOKS, 1937, 580 p. (ISBN 978-1-4067-4410-1, lire en ligne) réédition 2007

### En collaboration
- Willard Shepard, Holdfast Gaines, The Macmillan company, 1946
- Willard Shepard, Jenkins' Ear, Macmillan, 1951

### Éditions
- (en) Henry David Thoreau, A week on the Concord and Merrimack rivers, Scribner's, 1921 (lire en ligne)
- (en) Essays of 1925, E.V. Mitchell, 1926
- (en) Essays of today 1926-1927, The Century co., 1928
- (en) Henry Wadsworth Longfellow, Henry Wadsworth Longfellow : representative selections, American Book Company, 1934